# خفاش‌های دم‌کوتاه
خفاش‌های دم‌کوتاه (نام علمی: Mystacina) نام یک سرده از زیرراسته خفاش‌های کوچک است.

## گونه‌ها
- New Zealand greater short-tailed bat, Mystacina robusta (احتمالاً منقرض شده)
- New Zealand lesser short-tailed bat, Mystacina tuberculata